# Grijsborstboomekster
De grijsborstboomekster (Dendrocitta formosae) is een zangvogel uit de familie van de kraaien en het geslacht boomeksters. De Sumatraanse boomekster (D. occipitalis) en de Borneoboomekster (D. cinerascens) werden in de vorige eeuw vaak als ondersoorten van deze boomekster beschouwd.

## Kenmerken

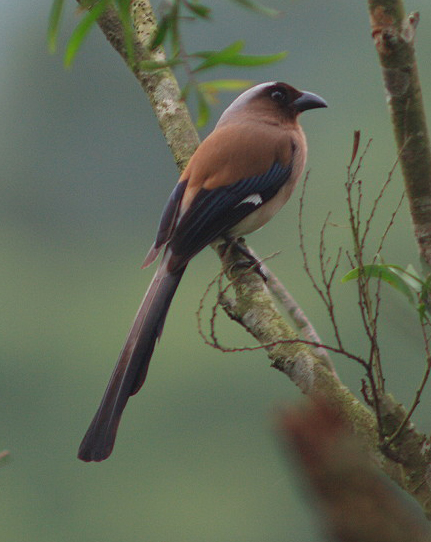
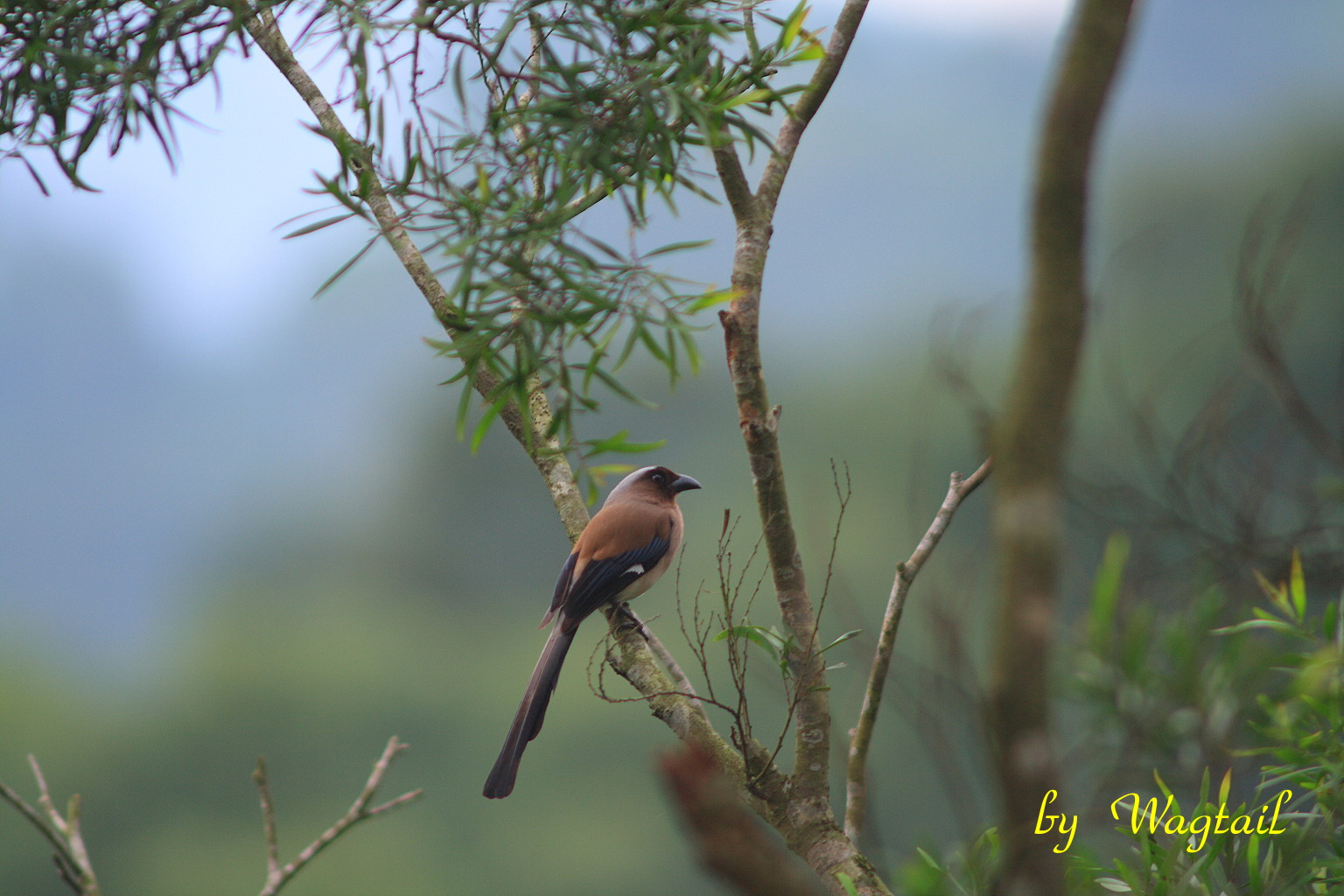
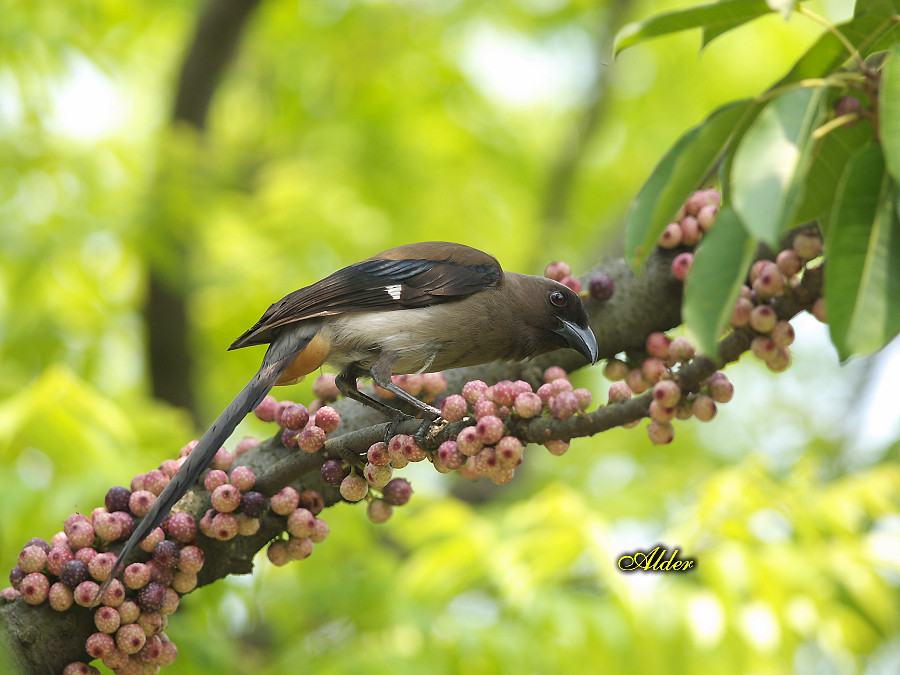
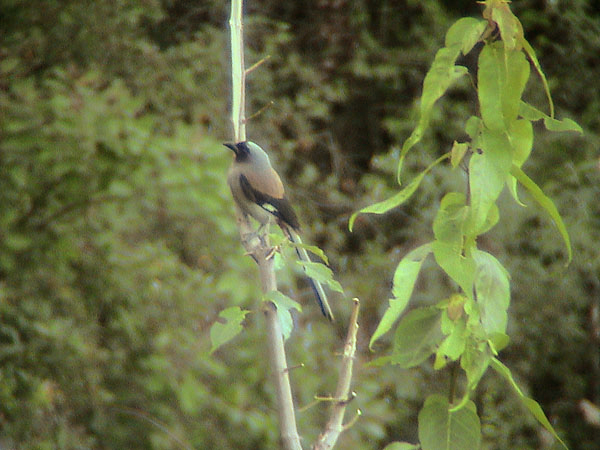

De grijsborstboomekster is een vrij forse vogel gemiddeld 38 cm lang, met een lange staart die trapvormig afloopt, met bruine, ronde vleugels en betrekkelijk kleine poten. De vogel is van onder grijs geleidelijk naar de buik toe lichter wordend. Ondersoorten in het westelijk deel van het verspreidingsgebied hebben een grijze stuit en grijs op de staart, terwijl de ondersoorten in het oosten een witte stuit hebben en meer zwart op de staart hebben. De kop en de keelstreek van de grijsborstboomekester zijn donker, met rondom het oog een vaag bijna zwart masker. Op de kruin en nek is deze boomekster weer lichtgrijs. De rug en de bovenste bovenste vleugeldekveren zijn bruin, de slagpennen zijn bijna zwart met een duidelijke witte vlek.

## Verspreiding en leefgebied
De grijsborstboomekster heeft een groot verspreidingsgebied van de Himalaya tot het zuidoosten van Azië waarbinnen acht ondersoorten worden onderscheiden:
- D. f. occidentalis (van de noordwestelijke Himalaya tot westelijk Nepal).
- D. f. himalayana (Midden-Nepal, noordoostelijk India, het zuiden van China en het midden van Indochina)
- D. f. sarkari (Oost-India)
- D. f. assimilis (Zuidwest- en Oost-Myanmar en Thailand)
- D. f. sinica (Oost- en Zuidoost China en Noord-Vietnam)
- D. f. sapiens (Midden-China)
- D. f. formosae (Taiwan)
- D. f. insulae (eiland Hainan)

Het leefgebied bestaat uit de randen van tropische bossen, gebieden met struikgewas en ook in cultuur gebracht land. In het Himalayagebied broedt de vogel tot op 1800 m boven de zeespiegel. Boomeksters foerageren in de kronen van bomen en door struikgewas, soms alleen, vaak ook in groepjes. Ze eten bessen en kleine vruchten, zaden en grote insecten.

## Status
De grijsborstboomekster heeft een enorm groot verspreidingsgebied en daardoor alleen al is de kans op uitsterven uiterst gering. De grootte van de wereldpopulatie is niet gekwantificeerd. Volgens BirdLife International is de vogel nog plaatselijk algemeen, maar gaan de aantallen achteruit. Het tempo van deze achteruitgang ligt onder de 30% in tien jaar (minder dan 3,5% per jaar). Om deze redenen staat deze boomekster als niet bedreigd op de Rode Lijst van de IUCN.